# Băile Tușnad
Băile Tușnad (deutsch Bad Tuschnad, ungarisch Tusnádfürdő) ist eine Kleinstadt im Kreis Harghita in Rumänien.

## Geographische Lage
Die Kleinstadt liegt im östlichen Teil der historischen Region Siebenbürgen am Drum național 12 und gehört zu den berühmtesten Kurorten des Landes. Die nächstgrößere Stadt Miercurea Ciuc liegt ungefähr 30 km nördlich von Tușnad, südlich befindet sich die Stadt Sfântu Gheorghe, die im Kreis Covasna liegt.

## Geschichte
1968 ist Băile Tușnad zur Stadt erklärt worden; sie ist damit die kleinste Stadt im ganzen Land. Die Einwohnerzahl betrug im Jahr 1996 ungefähr 1859, davon waren 1796 ungarischer Nationalität. Die Einwohner sind zu 95 % Szekler, somit ist Băile Tușnad eine der Ortschaften mit einem besonders großen Anteil dieser Volksgruppe.
In Tusnádfürdő findet seit Ende der 1980er Jahre eine Sommerakademie statt, bei der magyarische Intellektuelle und ungarische Politiker zusammenkommen.
Der ungarische Ministerpräsident Viktor Orbán hielt am 26. Juli 2014 in Băile Tușnad eine vielbeachtete Rede, in der er behauptete, „dass eine Demokratie nicht notwendigerweise liberal sein muss“.

## Städtepartnerschaften
Die Kleinstadt Băile Tușnad pflegt Städtepartnerschaften mit:
- den ungarischen Ortschaften Balatonalmádi, Bicske, XVIII. Budapester Bezirk, Harkány, Jánoshalma, Jászkarajenő, Orosháza, Sarud und Tab.
- der slowakischen Gemeinde Tešedíkovo (ungarisch Pered)
- der serbischen Gemeinde Bačko Petrovo Selo (ungarisch Péterréve)